# Ernesto de la Peña
Ernesto de la Peña Muñoz (né le 21 novembre 1927 à Mexico, et mort le 10 septembre 2012) est un écrivain, linguiste, académicien et érudit mexicain.

## Biographie
Ernesto de la Peña était un écrivain, humaniste, linguiste, polyglotte, universitaire et érudit mexicain. Il a reçu le prix Xavier Villaurutia pour le recueil de nouvelles Las Stratagemas de Dios (1988), parmi lesquels se distingue Le Seul et sa propriété . Sa connaissance de 33 langues et cultures se reflète dans toutes ses œuvres littéraires, comme La rosa transfigurada (1999), Palabras para el desencuentro (2005) et Carpe risum. Aux alentours de Rabelais (2015),,.
Le poète Eduardo Lizalde a décrit la prose d'Ernesto de la Peña. Pour lui, il y a « des découvertes surprenantes, des histoires étonnantes, des descriptions de personnages, des atmosphères, des histoires et des aventures fantastiques, avec une habileté et une imagination admirables conçues par l'auteur ».

## Formation
Après avoir subi la perte précoce de sa mère, il fut adopté par son oncle, Francisco Canale, propriétaire d'une grande bibliothèque et doté d'une vaste culture gréco-latine. Dès l'enfance, il montrait un penchant pour les lettres et les langues, qu'il abordait à travers la Bible. Comme le souligne l’écrivaine Myriam Moscona :
Ce recueil de beauté littéraire avait pour lui deux fonctions. D'une part, cela représentait la rencontre avec le plus grand monument mythique et culturel de l'Occident et, d'autre part, c'était son école de langue privée.
Il entre à la Faculté de Philosophie et Lettres de l'Université Nationale Autonome du Mexique (UNAM), où il étudie les Lettres Classiques, la philosophie présocratique et la philosophie des sciences. Il faisait partie du corps des traducteurs grecs et latins reconnus par l'UNAM pour participer aux travaux de la « Bibliotheca Scriptorum Graecorum et Romanorum Mexicana ».
Il a étudié la langue et la littérature russes et la langue arabe à la Faculté de Philosophie et des Lettres ; le Sanskrit et le chinois au Colegio de México et l'hébreu à l'école Monte Sinaí . Indépendamment, il a étudié les langues occidentales et orientales. Il lisait trente-trois langues et en parlait huit. Il connaissait les textes bibliques et traduisait les évangiles de Matthieu , Marc , Luc et Jean directement du grec vers l'espagnol mexicain du XXe siècle.
Carlos Fuentes, dans Toutes les familles heureuses , raconte l'aventure du groupe Basfumista, dont, selon l'auteur, « un philosophe maigre et blond, Ernesto de la Peña, qui connaissait une vingtaine de langues, dont celle du Christ, était un membre...".

## Carrière professionnelle
Il a été professeur d'histoire de la culture dans différentes institutions privées. Sous le parrainage du Conseil national de la culture et des arts , il a donné un cours sur l'histoire ancienne d'Israël et les institutions bibliques. Il a été professeur de religions orientales, de littérature grecque et de Bible à l'Institut hellénique et de technique de traduction et de langue allemande à l'Institut des interprètes et traducteurs.
Il a été traducteur officiel du ministère des Affaires étrangères et du ministère des Finances et du Crédit public . Il a collaboré, à ce titre, au Tribunal Supérieur de Justice du District Fédéral.

### Diffusion culturelle
Ernesto de la Peña a promu la culture humaniste, biblique, littéraire et lyrique dans divers médias tels que l'Opus 94.5 de l'Institut mexicain de la radio, et Operamanía sur TVUNAM. Il a commenté l'opéra diffusé le samedi depuis le Metropolitan Opera House. Il a collaboré avec plusieurs journaux et magazines et a été directeur du Centre d'études des sciences et des sciences humaines de la Fondation Telmex.

## Académie
Il était membre à part entière de l'Académie mexicaine des langues, depuis le 14 janvier 1993 et, à partir du 18 juin de la même année, il occupait la chaire XI. Il était membre correspondant de l' Académie royale espagnole depuis le 12 novembre 1993. Il faisait partie du Conseil de l'Opéra de l'Institut national des beaux-arts ainsi que du Conseil consultatif des Archives générales de la Nation. Le 25 octobre 2007, l'Académie a rendu hommage à Guido Gómez de Silva, Margit Frenk, Ernesto de la Peña et Ruy Pérez Tamayo à l'occasion de leur 80e anniversaire. Il était, par ailleurs, membre honoraire du Séminaire culturel mexicain.

## Bibliothèque Ernesto de la Peña
En 1997, la Fondation Telmex a acquis la collection bibliographique qu'Ernesto de la Peña avait accumulée tout au long de sa vie pour que ses confrères puissent la consulter gratuitement. Depuis 2012, elle porte le nom de Biblioteca Ernesto de la Peña .
La collection comprend quelques livres hérités de son oncle Francisco Canale et comprend plus de trente mille volumes dans des langues telles que le latin , le grec , l 'araméen , le russe, l'allemand, le chinois, l'arabe, le français, le portugais et l'anglais, entre autres. Le profil de la bibliothèque porte principalement sur les sciences humaines classiques, gréco-latines, contemporaines et littéraires, bien qu'elle inclue également d'autres centres intérêts de l'écrivain, comme l'histoire des religions, la gastronomie ou la musique.
Le 25 novembre 2016, après la mort d'Ernesto, María Luisa Tavernier, sa veuve, a fait don à la bibliothèque de 6 380 volumes de littérature en différentes langues, ajoutant à la collection qui contient des dossiers en différentes langues, des objets personnels, des sculptures, des reconnaissances, des peintures, objets d'écriture et autres documentations.

## Œuvres

### Histoire
- Las estratagemas de Dios, Domés (1988), conte (Les stratagèmes de Dieu)
- Las máquinas espirituales, Diana (1991), conte (Les machines spirituelles)

### Roman
- El indeleble caso de Borelli, Siglo XXI (1991), roman (Le cas indélébile de Borelli - XXIe siècle). Roman néo-gothique qui explore les possibilités du vampirisme, commenté par Vicente Quirarte dans un hommage posthume rendu en mars 2014.

### Poésie
- Palabras para el desencuentro - CONACULTA (2005), (Mots pour désaccord )
- Poemas invernales, anthologie, Alfaguara (2015), poèmes -
- Poèmes d'hiver - Partiellement publié dans Ernesto para intrusos , anthologie. Alfaguara (2015) et également enregistré par lui-même pour Radio UNAM 25

### Prose poétique
- Minéralogie pour les intrus - CONACULTA (1993) poèmes en prose

### Essai
- Kautilya, o el Estado como mandala - CONACULTA (1993), (Kautilya, ou l'État comme mandala)
- El centro sin orilla - CONACULTA (1997), (Le centre sans rivage)
- Las controversias de la fe. Los textos apócrifos de Santo Tomás, Aguilar (1997), (Les controverses de la foi. Les textes apocryphes de saint Thomas)
- La rosa transfigurada - FCE (1999), (La Rose Transfigurée)
- Don Quijote: la sinrazón sospechosa - CONACULTA (2005), (Don Quichotte : déraison suspecte)
- Castillos para Homero - CONACULTA (2009), (Châteaux pour Homère)
- Carpe risum. Inmediaciones de Rabelais, FCE (2015) Publié post mortem. un essai littéraire et actualisé sur Gargantua et Pantagruel qui permet de connaître l'ambiance de la communauté française de Chinon. Carpe risum. imitation de Rabelais , 26

### Travailler à l'Académie mexicaine des langues
- Dictionnaire des mexicanismes : Il a collaboré à sa préparation en tant que membre de la Commission de lexicographie de l' Académie mexicaine de langue et en tant que lexique et conseiller éditorial, sous la direction de la société Concepción Company , et a également été l'un de ses principaux diffuseurs et commentateurs[13],[14],[15]

### Conférences
- Les réalités de Don Quichotte - Conférence pour le XXVI Prix International Menéndez Pelayo, El Colegio de México (2012)

### Traductions
- Les Évangiles de Matthieu, Marc, Luc et Jean ; Éditorial Siglo  XXI (1996), version directe du grec. La traduction a été réalisée en espagnol mexicain. Ernesto de la Peña donne à la parole des évangélistes un caractère clair comme à ses origines, puisque les personnages bibliques des Évangiles sont des hommes et des femmes du peuple[16].
- Il a traduit en espagnol l'œuvre de poètes tels que Paul Valéry , Gérard de Nerval , Stéphane Mallarmé , Friedrich Hölderlin , Novalis , Rainer Maria Rilke, Czesław Miłosz et Allen Ginsberg , ainsi que des textes d'Anaxagoras et d'Hippocrate.

### Autres
- En 2015, les éditions Alfaguara ont publié l'anthologie littéraire Ernesto para intrusos, avec un prologue, une sélection de poésie et de prose de María Luisa Tavernier.

- Chronique minimale des cavas à Cavas de México, coordonnée par Gabriel Gadsden. Éditorial MVS et Grupo Escato, (2003). Dans le chapitre, il parle de l'histoire des anciennes caves à vin. Son épouse María Luisa Tavernier , Rafael Fierro et Pablo Arena ont également collaboré au volume. La publication a reçu la reconnaissance des Gourmand World Cookbook Awards 2003 pour le meilleur livre sur les vins du Nouveau Monde en espagnol.

## Distinctions
- Prix Xavier-Villaurrutia pour l'œuvre Las Stratagemas de Dios en 1988.
- Premio Nacional de Ciencias y Artes dans le domaine de la linguistique et de la littérature décerné par le gouvernement fédéral du Mexique en 2003[17].
- Prix international Alfonso-Reyes  2008
- Premio Internacional Menéndez Pelayo 2012
- Membre de l'Académie Mexicaine de Langue depuis 1993
- Médaille commémorative des 3000 ans de Jérusalem décernée par l' ambassade d'Israël au Mexique.
- Médaille d'Or décernée aux Beaux-Arts en 2007[9]

- Prix Bibliophile de l'année 2008, Foire internationale du livre, Guadalajara, Mexique[18].
- Prix international Alfonso Reyes décerné par la Conaculta , l'INBA , la Sociedad Alfonsina Internacional, le gouvernement de l'État de Nuevo León , les maisons d'édition  Siglo xxi et Castillo en 2008[19].
- Médaille du mérite citoyen Benito Juárez García décernée par Convergencia en octobre 2009[20].
- Prix National de Journalisme "José Pagés Llergo", sous forme de publication ou d'émission de radio culturelle, pour ses émissions de radio Al flojo del tiempo , Música para Dios et Testimonio ycelebration en 2009.
- Médaille Mozart en 2012.
- XXVI Prix International Menéndez Pelayo en 201222 l'honneur de sa carrière littéraire et académique. Dans son discours de remerciement, il remercie la collaboration de sa compagne et épouse María Luisa Tavernier qui "a été à ses côtés de manière si intelligente et généreuse que, grâce à ses encouragements, au lieu de [se laisser] abattre et vaincre par [ étant] laissé sans abri, il [a gagné] en force grâce à sa faiblesse et, surmontant une timidité invétérée, [a commencé] à écrire des histoires[21].
- Médaille Belisario Domínguez (2012), décernée post mortem par le Sénat de la République du Mexique[22].